# Cardepia kaszabi
Cardepia kaszabi är en fjärilsart som beskrevs av Sukhareva och Zoltan Varga 1973. Cardepia kaszabi ingår i släktet Cardepia och familjen nattflyn. Inga underarter finns listade i Catalogue of Life.